# 오다큐 다마선
오다큐 다마선(일본어: 小田急多摩線 오다큐 다마센[*])은 오다큐 전철이 운영하는 철도 노선이다. 일본 가나가와현 가와사키시 아사오구에 있는 신유리가오카역과 도쿄도 다마시에 있는 가라키다역을 잇는다.

## 노선 정보
- 노선 거리: 10.6 킬로미터
- 궤도 간격: 1067 밀리미터
- 역 수: 총 8개역 (기점 및 종점 포함)
- 복선화 구간: 전선
- 전력화 구간: 전선(직류 1500 볼트)
- 폐쇄방식: 자동폐쇄식
- 최고속도: 시속 110킬로미터

## 개요
게이오 사가미하라선과 더불어 도심과 다마 뉴타운 지역을 연결하는 이 노선은 주로 도쿄의 대표적인 주거지역인 다마 뉴타운에 거주하는 사람들의 통근 및 통학용으로 주로 이용되고 있으며, 이용의 편의를 위해 통근급행을 비롯한 쾌속 열차가 운용되고 있다.
이 노선의 종점인 가라키다에서 출발하는 다마 급행 열차는 신유리가오카에서 오다와라선에 진입하여, 요요기우에하라역에서 도쿄 메트로 지요다선 및 JR 조반선으로 직결 운행하며 이바라키현 도리데시에 있는 도리데역까지 연결된다.

## 역사
- 1974년 6월 1일 오다큐 전철 다마선의 신유리가오카역 - 오다큐나가야마역 구간이 개통함. 각역정차만 운행함.
- 1975년 4월 23일 오다큐나가야마역 - 오다큐타마센터역 구간이 개통함.
- 1979년 1월 8일 운임 개정안에 따라 다마선 내의 가산요금이 책정됨.
- 1979년 3월 26일 시간표 개정이 실시되어, 전 열차가 4량편성으로 운행하게 됨.
- 1990년 3월 27일 오다큐타마센터역 - 가라키다역 구간이 개통함.
- 2000년 12월 2일 저녁 퇴근 시간대에 신주쿠에서 출발하는 특급 로망스카 '홈웨이 호'가 운행을 개시함. 동시에 오다와라선으로 직결 운행 하는 급행 열차를 운행. 정차역은 신유리가오카역, 오다큐나가야마역, 오다큐타마센터역, 가라키다역이었다.
- 2002년 3월 23일 오다와라선을 경유하여 영단 지하철(현 도쿄 메트로) 지요다선과 연결운행하는 다마급행이 운행을 개시함. 정차역은 신유리가오카역, 구리히라역, 오다큐나가야마역, 오다큐타마센터역, 가라키다역이었다.
- 2003년 3월 29일 구리하라역이 급행 정차역에 더해짐.
- 2004년 10월 ~2006년 3월 사쓰키다이, 구리히라, 구로카와, 오다큐나가야마, 오다큐타마센터역의 리뉴얼 공사가 실시됨.
- 2004년 12월 11일 구로카와역과 오다큐나가야마역 사이에 하루히노역이 신설됨. 동시에 신주쿠 출발/도착의 구간준급 운행을 개시함.
- 2005년 3월 20일 운임 개정안에 따라 다마선 내의 가산 요금이 4월1일 이후 이용분부터 폐지됨.
- 2006년 1월 31일 사쓰키다이, 구리히라, 구로카와, 오다큐나가야마, 오다큐타마센터의 각 역의 홈 지붕에 태양열 발전기 장치가 설치됨.

## 차량
- 1000형
- 2000형
- 3000형
- 4000형 - 지하철 지요다선 직결 운행으로도 사용됨
- 8000형
- 7000형(LSE)
- 30000형(EXE)
- 50000형(VSE)
- 60000형(MSE) - 지하철 지요다선 직결 운행으로도 사용됨
- 도쿄 메트로 6000계
- 도쿄 메트로 16000계
- JR 동일본 E233계 2000번대 - 2016년 3월 26일부터 운행 개시

## 열차 종별
| 식별색 | 종별     | 일본어 이름 | 연결역 및 노선                                                                      | 운행시간대                            |
| ------ | -------- | ----------- | ----------------------------------------------------------------------------------- | ------------------------------------- |
| 오렌지 | 쾌속급행 | 快速急行    | 신주쿠 <-> 가라키다                                                                 | 상행: 휴일 아침 하행: 평일 아침, 저녁 |
| 빨강   | 통근급행 | 通勤急行    | 신유리가오카, 도쿄 메트로 지요다선 경유 아야세, JR 조반선 경유 신마쓰도·아비코 방면 | 평일 아침에만                         |
| 빨강   | 급행     | 急行        | 신주쿠, 신유리가오카, 도쿄 메트로 지요다선·JR 조반선 직결 운전                      | 매일                                  |
| 파랑   | 각역정차 | 各駅停車    | 대부분 신유리가오카 <-> 가라키다 사이를 왕복, 일부 신주쿠 방면                      | 상행: 매일 밤 하행: 매일 아침         |

## 역 목록
- 거리의 단위는 킬로미터(km)
- 각역정차와 급행은 모든 역에 정차하므로 생략함
- 기호의 의미
  - ● : 정차함
  - | : 통과함
  - ↑: 상행 열차 통과함 (통근급행 한정)

| 역 번호 | 역 이름        | 일본어 이름        | 역간 거리 (km) | 누적 거리 (km) | 신주쿠 에서 부터 | 통 근 급 행 | 쾌 속 급 행 | 접속 노선                                                                                        | 소재지                         |
| ------- | -------------- | ------------------ | -------------- | -------------- | ---------------- | ----------- | ----------- | ------------------------------------------------------------------------------------------------ | ------------------------------ |
| OH 23   | 신유리가오카   | 新百合ヶ丘         | -              | 0.0            | 21.5             | ●           | ●           | 오다와라선 (신주쿠, 지하철 지요다선, 조반 완행선 방면으로 직결 운행)                             | 가나가와현 가와사키시 아사오구 |
| OT 01   | 사쓰키다이     | 五月台             | 1.5            | 1.5            | 23.0             | ↑           | ｜          |                                                                                                  | 가나가와현 가와사키시 아사오구 |
| OT 02   | 구리히라       | 栗平               | 1.3            | 2.8            | 24.3             | ●           | ●           |                                                                                                  | 가나가와현 가와사키시 아사오구 |
| OT 03   | 구로카와       | 黒川               | 1.3            | 4.1            | 25.6             | ↑           | ｜          |                                                                                                  | 가나가와현 가와사키시 아사오구 |
| OT 04   | 하루히노       | はるひ野           | 0.8            | 4.9            | 26.4             | ↑           | ｜          |                                                                                                  | 가나가와현 가와사키시 아사오구 |
| OT 05   | 오다큐나가야마 | 小田急永山         | 1.9            | 6.8            | 28.3             | ●           | ●           | 게이오 사가미하라선 (게이오나가야마역, 인접해있음)                                               | 도쿄도 다마시                  |
| OT 06   | 오다큐타마센터 | 小田急多摩センター | 2.3            | 9.1            | 30.6             | ●           | ●           | 게이오 사가미하라선(게이오타마센터역, 역사를 공유) 다마 도시 모노레일선 (다마센터역, 걸어서 5분) | 도쿄도 다마시                  |
| OT 07   | 가라키다       | 唐木田             | 1.5            | 10.6           | 32.1             | ●           | ●           |                                                                                                  | 도쿄도 다마시                  |

## 이후 계획

### 선로 연장 계획
2006년 8월, 가나가와현 사가미하라시에 있는 재일 미군 사가미 종합 보급창의 일부의 반환이 결정되어 가라키다역에서 마치다시 오야마다 지구, 사가미하라시 중심부로의 연장 안이 사가미하라시로부터 제안되었다. 이 안은 사가미하라시에서 독자적으로 제출한 안으로, 인근 마치다시와의 합의도 걸려 있어 원안대로 통과하기는 어려울 것으로 전망되고 있다. 오다큐 전철에서는 지금까지와는 달리 정비 비용을 자신이 제출하지 않는 공설 민영화 방식으로 타진하고 있으며, 2006년 11월부터 검토가 진행 중이다.